# Кононов, Юрий Вячеславович
Юрий Вячеславович Кононов (15 января 1930, Харьков — 3 сентября 2006, Киев) — доктор геолого-минералогических наук (1992), профессор. Участник первой советской экспедиции на Эверест (1982) в качестве консультанта по Непалу, радиста и переводчика. Мастер спорта по альпинизму.

## Биография
Работал экспертом и консультантом ООН по геохимии и поисковой геологии в Африке (Сомали, Танзания, Эфиопия), Юго-Восточной Азии (Индия, Непал, Таиланд), в Канаде и других странах.
Автор научных и научно-популярных книг, опубликовал около 100 научных работ.
Похоронен на Городском кладбище в Киеве.